# 天主教特斯科教區
天主教特斯科教區（拉丁語：Dioecesis Texcocensis）是墨西哥一個羅馬天主教教區，屬特拉爾內潘特拉總教區。
教區成立於1960年4月30日，位於墨西哥州東部。2010年有教友1,442,534人（佔轄區總人口89.9%）、六十個堂區、127名司鐸。現任教區主教為若望·曼奴埃爾·曼西利亞·桑切斯。